# Descendent
Descendent (DSC), točka ekliptike koja za neko zadano mjesto i vrijeme upravo zalazi na zapadnom horizontu. Descendent opisuje kvalitetu partnerskih odnosa.